# Федорченко, Артём Владимирович
Артём Владимирович Федорченко (укр. Артем Володимирович Федорченко; род. 13 апреля 1980, Новочеркасск, Ростовская область) — украинский футболист, защитник.
Воспитанник УОР имени С. Бубки, Донецк (1994—1997). В 1997—2002 годах играл за команду «Сталь» Алчевск, с которой в сезоне 1999/2000 вышел в высшую лигу. Сыграл в чемпионате 12 матчей и вновь вместе с командой оказался в первой лиге. Также в это время играл за любительский клуб «Химик» Петровское (1997), «Шахтёр» Стаханов (1998) и «Сталь-2» (2001—2002) из второй лиги. Был в составе команды первой болгарской лиги «Ботев-1912» Пловдив (2001/02).
В сезонах 2003—2004 играл в команде первого российского дивизиона «Нефтехимик» Нижнекамск. Затем выступал в чемпионатах Белоруссии за МТЗ-РИПО Минск (2004, 2006—2007) и «Нафтан» Новополоцк (2010) и Узбекистана за «Кызылкум» (2008). Играл в первой российском дивизионе за «Металлург-Кузбасс» Новокузнецк (2005), украинские клубы «Коммунальник» Луганск (2008, вторая лига), «Титан» Армянск (2011, первая лига). Выступал за любительские украинские клубы «Конти» Константиновка (2009—2010), «УСК-Рубин» Донецк (2012), «Аякс» Шахтёрск (2012), «Орлайн» Донецк (2013—2014), «Люботин» Люботин (2017).
С сентября 2015 года — тренер в ДЮСШ Люботина.